# Sommer-Paralympics 2024/Teilnehmer (Norwegen)
| stlisierte Goldmedaille | stlisierte Silbermedaille | stlisierte Bronzemedaille |
| ----------------------- | ------------------------- | ------------------------- |
| 1                       | 3                         | 3                         |

Norwegen entsandte 12 Athletinnen und sechs Athleten zu den Paralympischen Sommerspielen 2024 in Paris. Als Fahnenträger bei der Eröffnungsfeier wurden Salum Ageze Kashafali und Ida Nesse ausgewählt.

## Medaillen

### Medaillenspiegel
| Rang   | Sportart       | Gold | Silber | Bronze | Gesamt |
| ------ | -------------- | ---- | ------ | ------ | ------ |
| 1      | Tischtennis    | 1    | 1      | 1      | 3      |
| 2      | Leichtathletik | -    | 1      | -      | 1      |
| 2      | Rudern         | -    | 1      | -      | 1      |
| 4      | Badminton      | -    | -      | 1      | 1      |
| 4      | Schwimmen      | -    | –      | 1      | 1      |
| Gesamt | Gesamt         | 1    | 3      | 3      | 7      |

### Medaillengewinner
| Name/n                            | Sportart       | Wettkampf        |
| --------------------------------- | -------------- | ---------------- |
| Gold                              |                |                  |
| Tommy Urhaug                      | Tischtennis    | Einzel C5        |
| Silber                            |                |                  |
| Aida Husic Dahlen                 | Tischtennis    | Einzel C8        |
| Salum Ageze Kashafali             | Leichtathletik | 100 m T13        |
| Birgit Skarstein                  | Rudern         | PR1 Einer        |
| Bronze                            |                |                  |
| Aida Husic Dahlen Merethe Tveiten | Tischtennis    | Doppel WD14      |
| Sofie Helle Sagoey                | Badminton      | Einzel SL4       |
| Frederik Solberg                  | Schwimmen      | 50 m Freistil S9 |

## Teilnehmer nach Sportart

### Badminton
| Frauen             |            |             |                    |   |   |   |             |                   |           |                    |  |
| Sofie Helle Sagoey | Einzel SL4 | N. Seansupa | 2:0 (21:8, 21:3)   | 2 | 1 | — | Cheng H. F. | 0:2 (14:21, 9:21) | K. Sadiya | 2:0 (21:10, 21:14) |  |
| Sofie Helle Sagoey | Einzel SL4 | H. Fujino   | 2:0 (21:14, 21:14) | 2 | 1 | — | Cheng H. F. | 0:2 (14:21, 9:21) | K. Sadiya | 2:0 (21:10, 21:14) |  |

### Leichtathletik
Laufen
| Athleten              | Wettbewerb | Vorlauf | Vorlauf | Halbfinale | Halbfinale | Finale        | Finale        | Rang |
| Athleten              | Wettbewerb | Zeit    | Rang    | Zeit       | Rang       | Zeit          | Rang          | Rang |
| --------------------- | ---------- | ------- | ------- | ---------- | ---------- | ------------- | ------------- | ---- |
| Männer                |            |         |         |            |            |               |               |      |
| Salum Ageze Kashafali | 100 m T13  | 10,57 s | 1       | —          | —          | 10,47 s       | 2             |      |
| Vegard Dragsund Sverd | 100 m T13  | 11:20 s | 4       | —          | —          | ausgeschieden | ausgeschieden | 9    |

Springen und Werfen
| Athleten              | Wettbewerb       | Finale  | Finale | Rang |
| Athleten              | Wettbewerb       | Weite   | Rang   | Rang |
| --------------------- | ---------------- | ------- | ------ | ---- |
| Frauen                |                  |         |        |      |
| Ida Nesse             | Diskuswerfen F64 | 32,73 m | 9      | 9    |
| Ida Nesse             | Kugelstoßen F64  | 9,24 m  | 11     | 11   |
| Männer                |                  |         |        |      |
| Vegard Dragsund Sverd | Weitsprung T13   | NM      | NM     | 9    |

### Radsport

#### Straße
| Athleten       | Wettbewerb            | Zeit         | Rang |
| -------------- | --------------------- | ------------ | ---- |
| Frauen         |                       |              |      |
| Suzanna Tangen | Einzelzeitfahren H4-5 | 27:37,70 min | 9    |
| Suzanna Tangen | Straßenrennen H1-4    | 59:35 min    | 9    |

### Reiten
| Athleten | Wettbewerb(e)              | Punkte/Prozent | Rang |
| --- | -------------------------- | -------------- | ---- |
| Jens Lasse Dokkan mit Aladdin                                                                                 | Championship Test Grade I  | 57,958 %       | 21   |
| Anita Hennie Johnsen mit Lindegaard Lucky                                                                     | Championship Test Grade IV | 66,472 %       | 11   |
| Christina Marcussen mit Zorro Hoejris                                                                         | Championship Test Grade V  | 67,974 %       | 11   |
| Kirsten Kristine Vik mit Bonfire                                                                              | Championship Test Grade V  | 65,782 %       | 15   |
| Jens Lasse Dokkan mit Aladdin Anita Hennie Johnsen mit Lindegaard Lucky Christina Marcussen mit Zorro Hoejris | Mannschaft                 | 204,677 %      | 15   |

### Rudern
| Athleten         | Wettbewerb | Vorlauf    | Vorlauf | Hoffnungslauf | Hoffnungslauf | Finale     | Finale | Rang |
| Athleten         | Wettbewerb | Zeit (min) | Rang    | Zeit (min)    | Rang          | Zeit (min) | Rang   | Rang |
| ---------------- | ---------- | ---------- | ------- | ------------- | ------------- | ---------- | ------ | ---- |
| Frauen           |            |            |         |               |               |            |        |      |
| Birgit Skarstein | PR1 Einer  | 10:13,55   | 2       | 10:40,46      | 1             | 10:33,96   | 2      |      |

### Schießen
| Athleten             | Wettbewerb                  | Qualifikation   | Qualifikation | Finale          | Finale        | Rang |
| Athleten             | Wettbewerb                  | Ringe/ Scheiben | Rang          | Ringe/ Scheiben | Rang          | Rang |
| -------------------- | --------------------------- | --------------- | ------------- | --------------- | ------------- | ---- |
| Mixed                |                             |                 |               |                 |               |      |
| Amanda Dybendal      | 10 m Luftgewehr liegend SH1 | 625,5           | 32            | ausgeschieden   | ausgeschieden | 32   |
| Martin Soerlie-Rogne | 10 m Luftgewehr liegend SH2 | 628,9           | 30            | ausgeschieden   | ausgeschieden | 30   |
| Martin Soerlie-Rogne | 10 m Luftgewehr stehend SH2 | 618,7           | 29            | ausgeschieden   | ausgeschieden | 29   |
| Amanda Dybendal      | 50 m Gewehr liegend SH1     | 604,6           | 35            | ausgeschieden   | ausgeschieden | 35   |
| Martin Soerlie-Rogne | 50 m Gewehr liegend SH2     | 612,5           | 21            | ausgeschieden   | ausgeschieden | 21   |

### Schwimmen
| Athleten         | Wettbewerb       | Vorlauf     | Vorlauf | Finale        | Finale        | Rang   |
| Athleten         | Wettbewerb       | Zeit        | Rang    | Zeit          | Rang          | Rang   |
| ---------------- | ---------------- | ----------- | ------- | ------------- | ------------- | ------ |
| Männer           |                  |             |         |               |               |        |
| Frederik Solberg | 50 m Freistil S9 | —           | —       | 25,33 s       | 3             | Bronze |
| Frederik Solberg | 100 m Brust SB9  | 1:12,47 min | 11      | ausgeschieden | ausgeschieden | 11     |

### Tischtennis
| Athleten                               | Wettbewerb  | 1. Runde | 1. Runde | Achtelfinale | Achtelfinale | Viertelfinale          | Viertelfinale | Halbfinale         | Halbfinale    | Finale        | Finale        | Rang |
| Athleten                               | Wettbewerb  | Gegner   | Erg.     | Gegner       | Erg.         | Gegner                 | Erg.          | Gegner             | Erg.          | Gegner        | Erg.          | Rang |
| -------------------------------------- | ----------- | -------- | -------- | ------------ | ------------ | ---------------------- | ------------- | ------------------ | ------------- | ------------- | ------------- | ---- |
| Frauen                                 |             |          |          |              |              |                        |               |                    |               |               |               |      |
| Merethe Tveiten                        | Einzel C6   | —        | —        | C. Ciripan   | 0:3          | ausgeschieden          | ausgeschieden | ausgeschieden      | ausgeschieden | ausgeschieden | ausgeschieden | 9    |
| Nora Korneliussen                      | Einzel C7   | —        | —        | —            | —            | K. van Zon             | 0:3           | ausgeschieden      | ausgeschieden | ausgeschieden | ausgeschieden | 5    |
| Jenny Helene Slettum                   | Einzel C7   | —        | —        | S. Sand      | 0:3          | ausgeschieden          | ausgeschieden | ausgeschieden      | ausgeschieden | ausgeschieden | ausgeschieden | 9    |
| Aida Husic Dahlen                      | Einzel C8   | —        | —        | —            | —            | Y. Tomono              | 3:2           | J. Wolf            | 3:0           | Huang W.      | 0:3           |      |
| Aida Husic Dahlen Merethe Tveiten      | Doppel WD14 | —        | —        | —            | —            | H. Elsayed / H. Hammad | 3:0           | S. Grebe / J. Wolf | 2:3           | ausgeschieden | ausgeschieden |      |
| Nora Korneliussen Jenny Helene Slettum | Doppel WD14 | —        | —        | —            | —            | F. Pickard / B. Twomey | 0:3           | ausgeschieden      | ausgeschieden | ausgeschieden | ausgeschieden | 5    |
| Männer                                 |             |          |          |              |              |                        |               |                    |               |               |               |      |
| Tommy Urhaug                           | Einzel C5   | —        | —        | —            | —            | N. Savant-Aira         | 3:1           | A. Öztürk          | 3:0           | Cheng M. C.   | 3:2           |      |